# Vladimír Kopecký (malíř)
Vladimír Kopecký (2. listopadu 1928 Pardubice – 2. března 2016, Praha) byl český akademický malíř, kreslíř, grafik a ilustrátor.

## Život
Vladimír Kopecký byl žákem Ladislava Veleho (Pardubice), Cyrila Boudy (Pedagogická fakulta UK, Praha), Bohdana Laciny (Brno, Vyšší škola uměleckých řemesel) a prof. Antonína Strnadela (Praha, UMPRUM).
Své dílo věnoval náročnému rytectví do dřeva, linorytu a dalším grafickým technikám, knižní grafice, typografii a ilustraci, která v určitých obdobích převládla nad volnou grafikou a kreslířskou tvorbou. Od roku 1960 pracoval jako redaktor SPN, v roce 1970 nastoupil do nakladatelství Artia, kde působil jako výtvarný redaktor do roku 1990. Zároveň ilustroval 36 knižních titulů širokého žánrového rozpětí – od dětských knížek po knihy historické a populárně naučné. Podílel se na typografických úpravách a obálkách publikací pro nakladatelství Artia, Albatros a další.
Perokresbu tuší převážně koloroval akvarelem, byl skutečným mistrem portrétu. Charakterizuje ho detailní pečlivá práce, jakou je např. panorama Prahy pro pražské Planetárium (1990), prokazující mimořádné zvládnutí prvků architektury. Díky zodpovědnému přístupu k práci, kdy se s problematikou nejdříve důkladně obeznámil v plné šíři, byl schopen věrné historické rekonstrukce. Po sérii náročných grafik s tematikou pardubických a pražských vedut se od 80. let věnoval přírodním motivům, zejména stromům, a vracel se k ilustraci.
V roce 2004 vyhrál soutěž jeho vítězný návrh oficiálního znaku města Pardubic.

## Samostatné výstavy
- 1957 Sobotka – zámek Humprecht
- 1958 Pardubice – ZK ROH krajská nemocnice
- 1968 Sobotka – městská knihovna
- 1981 a 1986 Libáň – zámek Staré Hrady
- 1987 Hradec Králové – Střední zdravotnická škola
- 1988 Třeboň – sanatorium Aurora
- 1989 Praha – Artotéka, Jižní město – Opatov
- 2000 Pardubice – dům U Jonáše – souborná výstava
- 2001 Slatiňany – zámek
- 2002 Praha – kavárna a galerie Puls, Rytířská ul.
- 2015 Praha – Michelský Dvůr, Domov Sue Ryder

## Nejvýznamnější ilustrace
- 1956 Pardubické podobizny (dřevoryty), UMPRUM, rozšířená verze 1995 (37 obr.) Helios
- 1956 Listy z fronty (Válečné dopisy Fráni Šrámka) – Čs. spisovatel
- 1958 Hodačová, Srbová, Krulišová – Pomněnky – SNDK
- 1960 I. Herrmann – Z rodného hnízda – KN Havlíčkův Brod
- 1970 Spejblovy trampoty s Hurvínkem a Máničkou – Albatros
- 1972 V. Zamarovský – Za sedmi divy světa – Albatros (spolu se Zdeňkem Burianem)
- 1970–73 R. Šimáček – Dále od hradu dále – Albatros
- 1975 J. Edigey – Střela z Elamu – Albatros
- 1976 M. Postler – Na stopě je vrah – Albatros
- 1978 J. Verne – Sever proti jihu – Albatros
- 1979 F. Žabka – Rady do prázdninového batohu – Albatros
- 1980 R. Šimáček – Kříž proti kříži – Albatros
- 1982 J. Louda – Česká města II. – Albatros
- 1983 R. Šimáček – Zločin na Zlenicích hradě – Albatros
- 1985 J. Nováček – Dějiny pošty (německá verze) – Artia
- 1986 J. Janoš – Tajemný nindža – Albatros
- 1987 Z. Duchoňová – Nefritový prsten – Albatros
- 1994 H. Florentová – Křesťanské nebe – Granit – Artia
- 1996 Andělé v oblacích prozpěvují – Grafoprint Neubert Praha
- 2010 El Ejército de Alsacia – Sátrapa Ediciones, Zaragoza (Španělsko)